# Герб Нової Вижви
Герб Нової Вижви затверджений 27 березня 2008 року сесією Нововижвівської сільської ради п'ятого скликання.

## Опис герба
Щит перетятий червоним і золотим. У другій частині у червоному колі, облямованому срібною каймою, срібний лапчастий хрест. На колі — срібна стріла у стовп. Щит обрамований декоративним картушем і увінчаний срібною міською короною.

## Автори
Автори — Ю. Мазурик, В. Марчук, В. Капітонець.

## Історія створення
Герб реконструйований на основі печатки містечка Вижва, яка стоїть на документі 1732 р., що зберігається в Центральному державному історичному архіві України, м. Львів. Стріла — орієнтир на північ, символ зв'язку в давнину Волині через Вижву «Вітовтовою дорогою» з північними регіонами Великого князівства Литовського.